# Philipine van Aanholt
Philipine van Aanholt (Utrecht, 26 mei 1992) is een zeilster uit Curaçao, die voornamelijk uitkwam in de Laser Radial-klasse. Ze is tweevoudig wereldkampioen zeilen in twee verschillende niet-olympische klassen. In 2008 en 2009 werd zij op Curaçao verkozen tot jeugdsportvrouw van het jaar. Van Aanholt zeilde voor de Nederlandse Antillen⁣, maar dat land werd in oktober 2010 opgeheven. De Nederlandse Antillen verloren daarna hun erkenning door het Internationaal Olympisch Comité, waardoor Van Aanholt als 'onafhankelijk olympisch atleet' deelnam aan de Olympische Spelen van 2012. In 2016 vertegenwoordigde Van Aanholt buureiland Aruba op de Olympische Zomerspelen in Rio de Janeiro. Ze was de vlaggendraagster van Aruba tijdens de openingsceremonie van de Pan-Amerikaanse Spelen van 2015, waar zij 4de werd.
Naast haar zeilcarrière studeerde Van Aanholt bedrijfskunde aan de Rijksuniversiteit Groningen. In 2014 behaalde ze haar bachelordiploma, daarna voltooide ze haar master, Environmental & Resource Management  met specialisatie in Energie aan de Vrije Universiteit Amsterdam. Vanaf 2018 is Van Aanholt werkzaam in de financiële sector.

## Sportcarrière
Van Aanholt begon al op jonge leeftijd met zeilen, in de Optimist. Op 12-jarige leeftijd deed ze mee aan haar eerste wereldkampioenschap in Ecuador. Ze stapte vervolgens over naar de Splash, waarin ze in 2008 bij de vrouwen haar eerste wereldtitel behaalde. Het jaar daarop werd ze tweede in de Splash en behaalde ze haar tweede Wereldtitel in de Sunfish bij de vrouwen. Vanaf 2009 was ze vooral actief in de olympische Laser Radial-klasse. In deze klasse nam ze deel aan vijf wereldkampioenschappen en twee Olympische Spelen.
Op 19-jarige leeftijd kwalificeerde ze zich voor de Olympische Spelen van Londen 2012. Van Aanholt nam samen met judoka Reginald de Windt en hardloper Liemarvin Bonevacia als onafhankelijk olympisch deelnemer deel in Londen. Ze eindigde op de 36e plaats van de 41 deelnemers overall, met een 16e plaats als haar beste resultaat in race 7.
Van Aanholt was een gouden medaillewinnares op de Central American & Caribbean Games 2014 in Veracruz, Mexico. Bij de openingsceremonie van de Pan American Games 2015 in Toronto was zij de vlaggendraagster van Aruba en eindigde als 4e in het overallklassement. Op de Olympische Spelen van Rio 2016 vertegenwoordigde zij buureiland Aruba en eindigde 28e van de 37 deelnemers.
Van Aanholt is de atletenvertegenwoordiger in de raad van bestuur van Panam Sailing (2019-2023).

## Professionele carrière
Van Aanholt behaalde een bachelor Bedrijskunde aan de Rijksuniversiteit Groningen. Daarna vervolgende zij haar studie met een Master in Environmental & Resource Management met een specialisatie in Energie aan de Vrije Universiteit Amsterdam. In 2018 behaalde zij haar vliegbrevet bij Vliegschool Hilversum.
In 2018 begon van Aanholt haar professionele carrière als analist en projectmanager bij een participatiemaatschappij. Daarna stroomde zij door als investeringsspecialist bij duurzaamheids crowdfundingplatform OnePlanetCrowd en impact fondsmanager StartGreen Capital.
In 2021 werd Van Aanholt Head of Sales and Business Development bij AMDAX, de eerste cryptodienstverlener die een volledige registratie ontving van De Nederlandsche Bank (DNB).

## Privé
Philipine is de dochter van bewegingswetenschapper Marjolein van Aanholt Grol en Olympiër en wereldkampioen Sunfish Cor van Aanholt. Cor van Aanholt nam in 2000 deel aan de Olympische Zomerspelen in de Laserklasse, waar hij ook de vlaggendrager was voor de Nederlandse Antillen. Hij was daarna ook lid was van het bestuur van de World Olympians Association.
Philipine's broers en zussen zijn ook competitieve zeilers. Haar broer Ard van Aanholt won een bronzen medaille in de Sunfish-klasse op de 2010 Central American and Caribbean Games in Mayagüez, Puerto Rico. Broer Just van Aanholt won zilver op de Olympische Jeugdspelen 2010 in Singapore. Zus Odile van Aanholt droeg de vlag van Nederland bij de openingsceremonie van de Olympische Jeugdzomerspelen van 2014 in Nanjing, waar ze een zilveren medaille won. In 2021 werd Odile Europees en wereldkampioen in de 49erFX-klasse. In 2024 won Odile samen met Annette Duetz de gouden medaille op de Olympische Spelen in de 49-er FX klasse.